# Saharsa

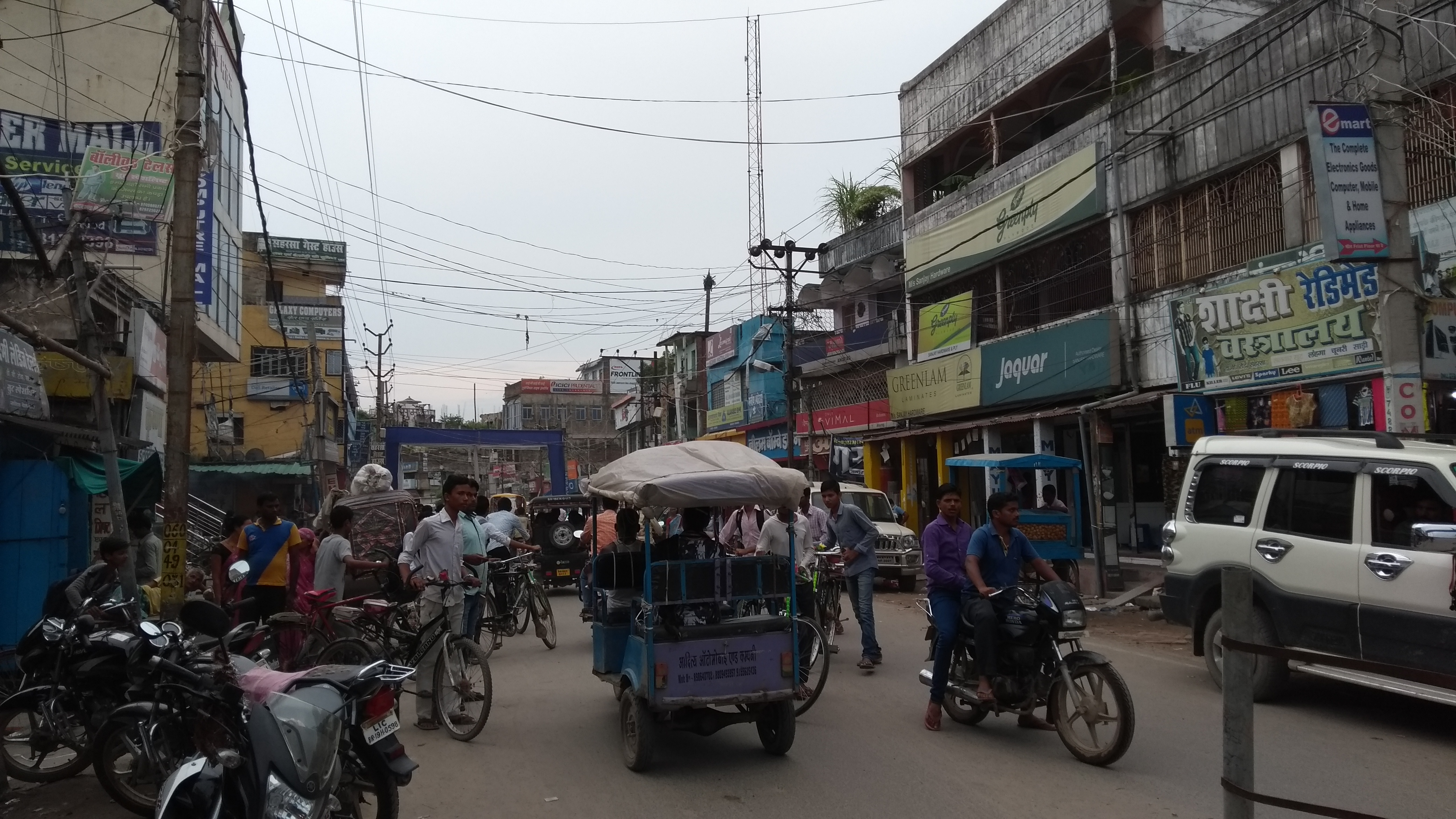
Saharsa, DB Road (2017)

Saharsa (Hindi सहरसा) ist eine Stadt im indischen Bundesstaat Bihar.
Saharsa befindet sich in der nordindischen Ebene 65 km von der nepalesischen Grenze entfernt. Der Koshi strömt 14 km westlich an der Stadt vorbei in südlicher Richtung. Saharsa liegt 150 km ostnordöstlich von Patna
Die Stadt bildet den Verwaltungssitz des gleichnamigen Distrikts, besitzt den Status eines Nagar Parishad und ist in 41 Wards gegliedert. Beim Zensus 2011 betrug die Einwohnerzahl etwa 156.000.